# Johann Baptist Zimmermann

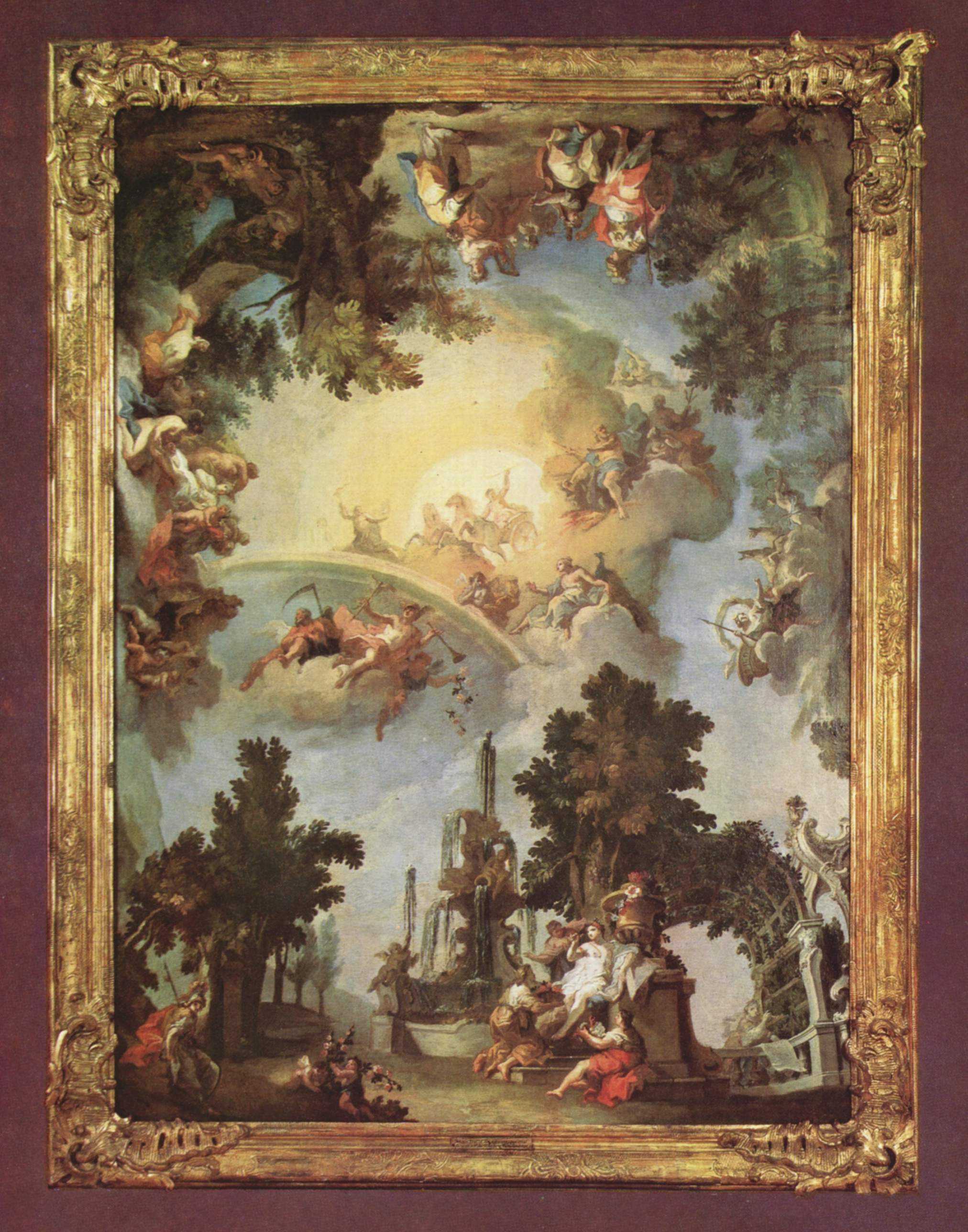
Allegorie auf die Gründung von Nymphenburg (voor 1756)

Johann Baptist Zimmermann (Wessobrunn, 3 januari 1680 – begraven München, 2 maart 1758) was een Duitse schilder en sierstucwerker. Veel van zijn vroege werken is vernietigd. Het vroegste stuccowerk dat gespaard is gebleven dateert uit 1707-1709 en is te zien in de pelgrimkerk in Maria Schnee en de Bedevaartskerk van Wies.
- Bibliothèque nationale de France: cb120004267 (data)
- Gemeinsame Normdatei: 118636960
- International Standard Name Identifier: 0000 0000 6677 3912
- Library of Congress Control Number: n85108664
- Nationale Bibliotheek van Israël: 987007273192805171
- Nederlandse Thesaurus van Auteursnamen: 071504885
- RKD-Nederlands Instituut voor Kunstgeschiedenis: 86439
- Istituto Centrale per il Catalogo Unico: TO0V673251
- Système universitaire de documentation: 086702521
- Union List of Artist Names: 500011721
- Virtual International Authority File: 50018873
- WorldCat: E39PBJcGgyDTBxdwwFwY4TJJjC